# 托珠单抗
托珠单抗（INN药名 tocilizumab；又名 atlizumab ；商品名 雅美罗、Actemra）是一种主要治疗类风湿关节炎和幼年特发性关节炎的免疫抑制药。本药是针对白细胞介素-6受体（IL-6R）的人源单克隆抗体。白细胞介素-6（IL-6）是一种细胞因子，在免疫反应中有重要作用，与许多疾病的发病机制有关，如：自体免疫疾病、多发性骨髓瘤、前列腺癌。本药由大阪大学与中外制药开发，罗氏于2003年获得本药批准，且于2021年6月在美国获得了用于治疗2019冠状病毒病的紧急使用授权。

## 医疗性使用
本药每月通过静脉注射施用。每次注射约一小时。2013年10月本药皮下注射制剂获得批准。

### 类风湿关节炎
本药在改善病情抗风湿药与肿瘤坏死因子-α抑制剂无效或不耐受时与氨甲蝶呤联合使用治疗中重症类风湿关节炎。本药亦可在病人不耐受氨甲蝶呤时单独使用。
本药可减缓疾病恶化，改善病人身体活动功能。

### 幼年特发性关节炎
除不耐受情况外，本药与氨甲蝶呤联合使用治疗幼年特发性关节炎，与类风湿关节炎疗法类似。有证据证明本药对两岁以上儿童一般安全有效。
2011年美国食品药品监督管理局（FDA）批准使用本药治疗活动期全身型幼年特发性关节炎。活动期全身型幼年特发性关节炎是一种影响儿童的罕见关节炎。

### 卡斯尔曼氏病
本药在日本获准治疗罕见B细胞良性肿瘤卡斯尔曼氏病。

### 视神经脊髓炎
初步报告显示本药可能对难治性视神经脊髓炎有效。

### 巨细胞动脉炎
2017年5月FDA批准本药治疗巨细胞动脉炎。

### 细胞因子释放综合征
2017年8月30日FDA批准本药治疗嵌合抗原受体T细胞疗法导致的细胞因子释放综合征。

### 2019冠状病毒病
2019冠状病毒病（COVID-19）中急性肺损伤的发病机理与过度发炎有关，此时细胞介素（IL-6、IL-1、IL-2、TNF-α）水平高。初步试验数据显示本药可能有效改善重症患者疗效结果；REMAP-CAP试验提供了足够证据以批准本药。

## 不良反应
临床试验中最常见的不良反应是上呼吸道感染（超过10%）、急性鼻咽炎（感冒）、头疼、高血压（至少5%）。至少5%病例谷丙转氨酶水平增高，绝大部分无症状。亦常见血胆固醇水平增高。不常见副作用包括眩晕、感染、皮肤或黏膜疹、胃炎、口腔溃疡。罕见的严重反应包括肠胃穿孔（六个月中0.26%）、过敏性休克（0.2%）。

## 相互作用
本药无确切的相互作用。注射本药一剂后血浆辛伐他汀水平降低57%；该现象尚不清楚是否有临床价值。该现象可能由类风湿关节炎患者IL-6水平升高后抑制细胞色素P450酶（CYP1A2、CYP2C9、CYP2C19、CYP3A4）合成导致：本药降低IL-6水平后使细胞色素水平恢复，提高辛伐他汀代谢。

## 作用机理
白细胞介素-6（IL-6）参与免疫和炎症反应。类风湿关节炎等自体免疫疾病与异常高水平IL-6有关。托珠单抗可与可溶IL-6受体结合，亦可与细胞膜上的IL-6受体结合，阻止IL-6的促炎症作用。可溶IL-6受体与细胞膜上IL-6受体在类风湿关节炎发病过程的作用可能不同；可溶IL-6受体可能与疾病恶化有关。

## 历史
岸本忠三于二十世纪八十年代在大阪大学发现并克隆了白介素-6与其受体。中外制药于1997年为治疗类风湿关节炎开发本药。治疗卡斯尔曼氏病与幼年特发性关节炎的临床试验分别在2001年和2002年开始。罗氏根据2003年授权协议共同开发本药。
2008年数据显示了本药和氨甲蝶呤联合使用时治疗类风湿关节炎的效力。进一步研究发现本药在单独用药和与传统改善病情抗风湿药联合使用时对治疗中重症成年类风湿关节炎患者都有效，且耐受性一般较好。
2005年6月本药在日本获准治疗卡斯尔曼氏病。2009年1月欧洲药品管理局（EMA）以商品名RoActerma批准在一定限制下以本药治疗类风湿关节炎。2010年1月11日FDA以相同用途按商品名Actemra批准本药。2009年5月27日澳大利亚药品管理局批准本药。本药在2010年8月1日列入澳大利亚药物福利计划。2009年7月新西兰批准配送本药。2013年7月1日新西兰药品管理局（Pharmac）批准为本药治疗幼年特发性关节炎时提供补贴。2014年7月1日Pharmac亦批准对本药治疗类风湿关节炎进行补贴。
中外制药在日本和其他亚洲国家经销本药。罗氏与中外制药在英国、法国、德国等国家合作营销本药。

## 研究
卵巢癌病人癌细胞中IL-6水平与不良预后相关；抗IL-6抗体司妥昔单抗能降低体外培养细胞IL-6信号通路强度，亦在动物模型中显示积极影响；然而司妥昔单抗在二期临床试验中对晚期卵巢癌病理无明确作用。试验人员随后发现高分化卵巢癌细胞中抗IL-6抗体降低IL-6的主要下游转录因子STAT3水平，进而增加表皮生长因子受体（EGFR）通路活性；EGFR通路活性增加可能是若干癌症疗法中产生抗药性的原因。研究人员还显示使用吉非替尼抑制EGFR通路时可抑制培养细胞和动物模型中肿瘤增生。
有试验用本药治疗肺高压。有一用本药防治心脏移植后急性细胞性肺排斥的多中心临床试验。

### COVID-19
中国国家卫生健康委员会（卫健委）将本药列入COVID-19病人治疗指南。2020年3月中国批准使用本药治疗COVID-19病人炎症反应。截至2020年6月上不存在该疗法有效的证据。卫健委表示仅有21个病人使用本药。 同月在中国进行了对比本药与法匹拉韦单独使用及两药联合使用效力的11中心随机试验。
2020年3月11日意大利医生保罗·阿谢尔托报告本药在意大利三例重症COVID-19中显示有效。2020年3月14日那不勒斯六名接受治疗患者中三名病情改善；意大利药品管理局因此将试验扩大到另外五家医院。罗氏与世界卫生组织（WHO）分别发起本药对重症COVID-19病例的试验。
在美国重要医院中进行的研究发现COVID-19住院病人中常见肝功能指标异常；该异常与不良临床结果相关；该研究提及的COVID-19治疗用药包括本药。该研究发现COVID-19治疗所用若干种药与肝转氨酶水平超过正常范围上限（ULN）五倍以上有关；该指标异常可能是由疾病本身导致，亦可能由药物导致该研究作者，耶鲁大学肝脏中心主任迈克尔·内桑森表示会进行进一步研究已确定转氨酶异常的原因。
2020年7月29日罗氏宣布在其随机双盲试验中发现本药可缩短COVID-19肺炎病人住院时间。然而本药并不能改善肺炎症状或降低病人死亡率。
2020年10月另一项研究结论认为本药不能改善中度症状病人的死亡率或插管率。
2020年11月由伦敦帝国学院、加护审计与研究中心、乌得勒支大学联合进行的REMAP-CAP试验发布新闻稿宣布本药对COVID-19重症病人有乐观效果。
2021年1月REMAP-CAP试验发表初步结论显示本药与沙利姆单抗可降低COVID-19重症病人死亡率。英国亦将本药列为COVID-19治疗推荐用药列表。

## 參看
- 白细胞介素-6抑制药（英语：Anti-IL-6）

## 外部連結
- . Drug Information Portal. U.S. National Library of Medicine.   [2021-02-25]. （原始内容存档于2021-02-12）.